# Глобуларен белтък
Глобуларните белтъци са една от двете основни групи белтъци, наред с фибриларните. Те изпълняват различни функции по поддържане и регулиране на жизнените процеси в организма.
Това са някои ензими, хормони, например албумин (в яйцата), хемоглобин и фибриноген (в кръвта), инсулин (в панкреатичната жлеза) и много други. Имат кълбовидна форма и са лесно разтворими във вода.